# Svatý Jan (Struhařov)
Svatý Jan je malá vesnice, část obce Struhařov v okrese Benešov. Nachází se 4 km na východ od Struhařova. V roce 2009 zde bylo evidováno 13 adres. Svatý Jan leží v katastrálním území Býkovice u Bořeňovic o výměře 2,74 km².

## Historie
První písemná zmínka o vesnici pochází z roku 1844.

## Další fotografie

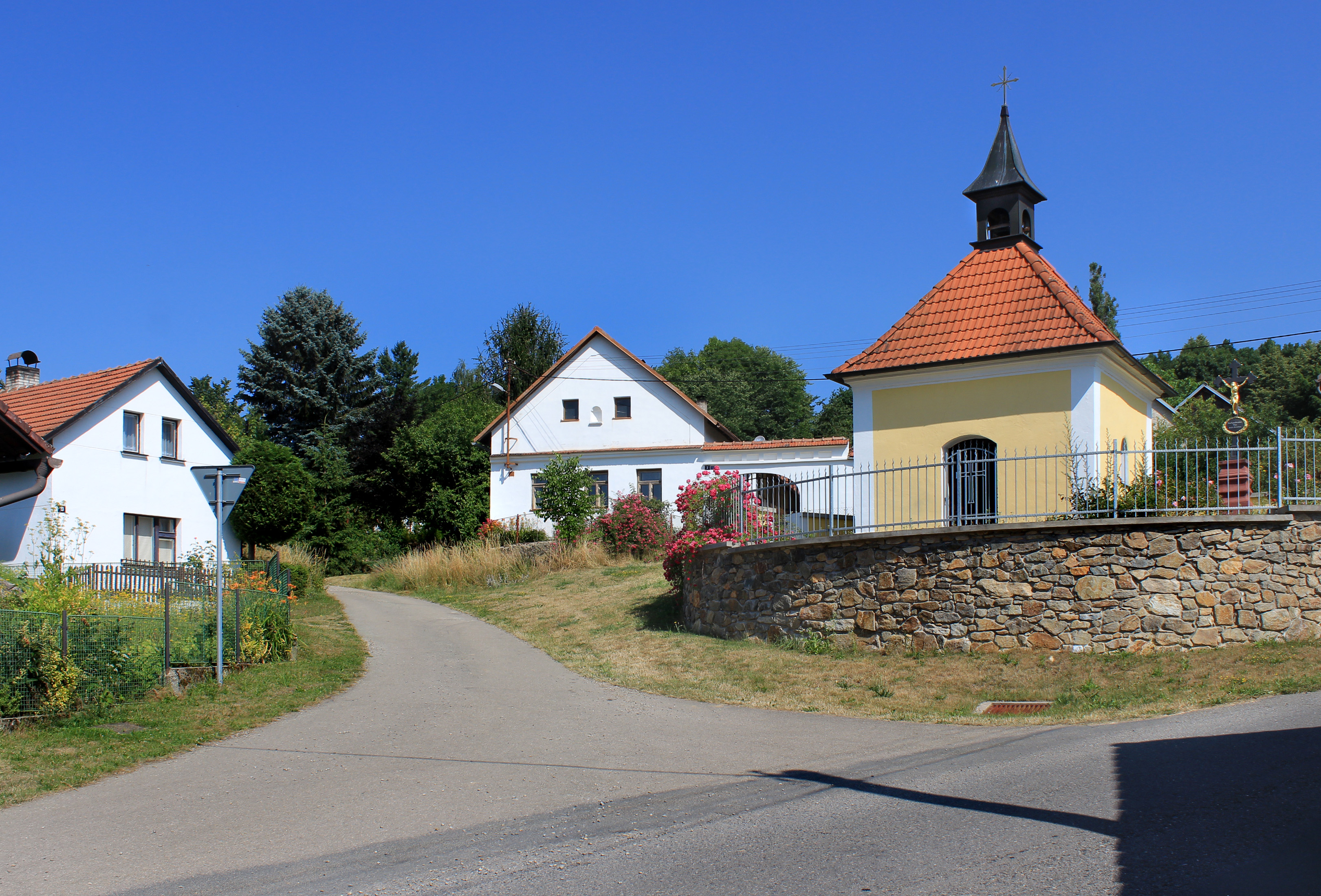
Náves
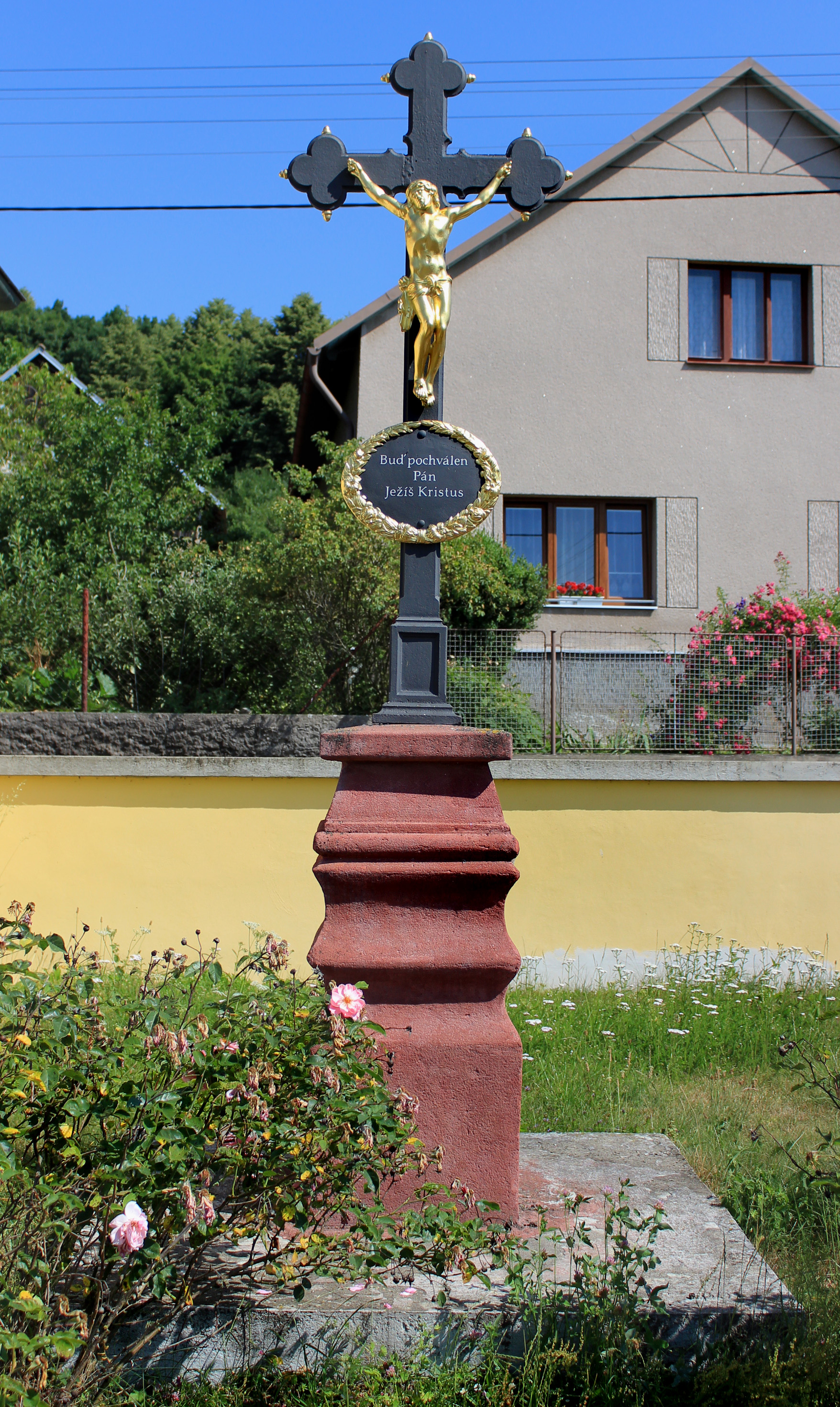
Kříž u kaple
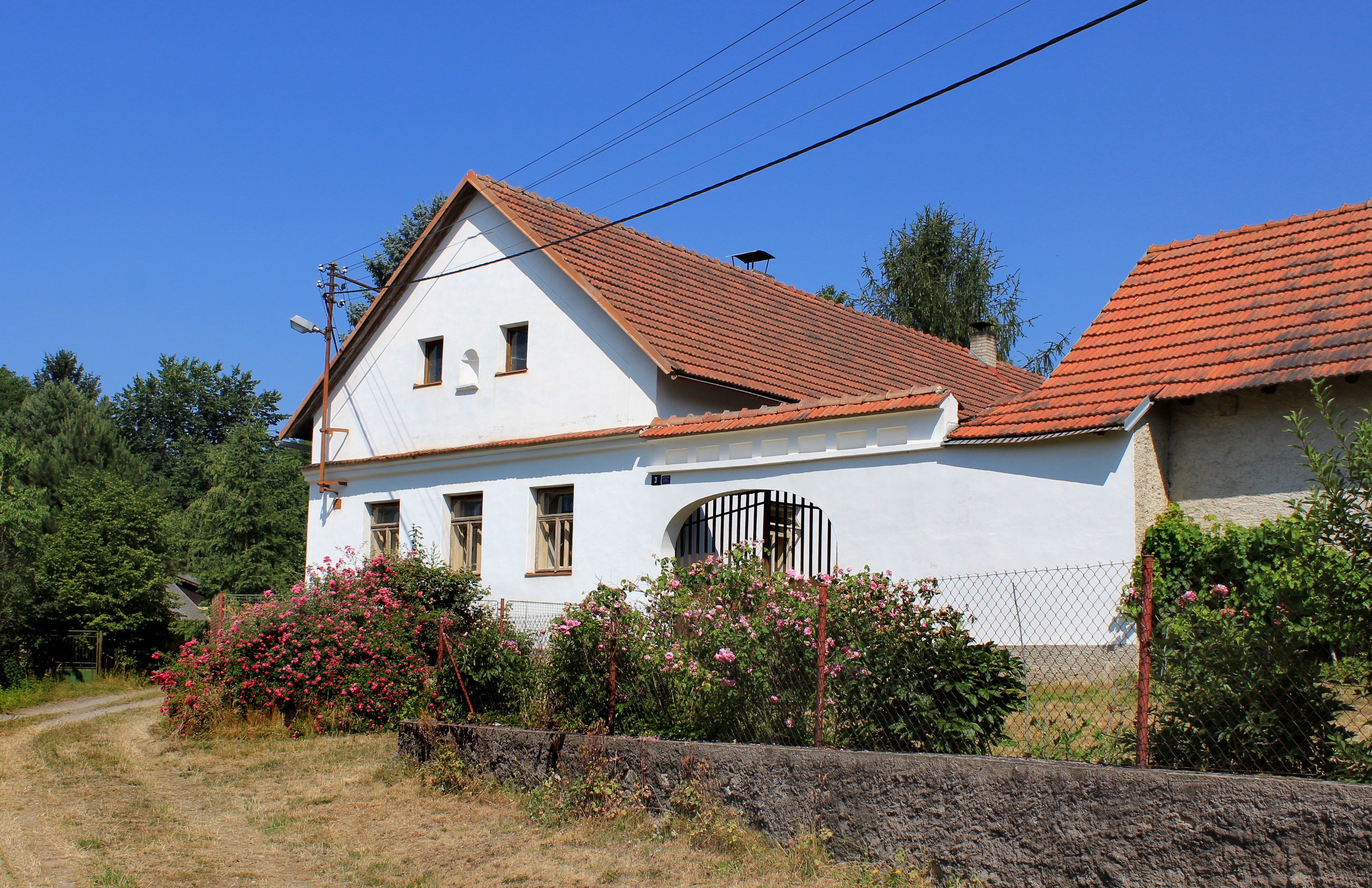
Opravený statek